# Mopalia egretta
Mopalia egretta är en blötdjursart som beskrevs av Berry 1919. Mopalia egretta ingår i släktet Mopalia och familjen Mopaliidae. Inga underarter finns listade i Catalogue of Life.